# Sherco
Sherco är ett spansk-franskt motorcykelmärke, som specialiserar sig på offroad-motorcyklar. Företaget grundades 1998 och är mest känt för sina populära trial-, supermoto- och enduromotorcyklar.